# Þórdís Kolbrún R. Gylfadóttir
Þórdís Kolbrún Reykfjörð Gylfadóttir (ur. 4 listopada 1987 w Akranes) – islandzka polityk i prawniczka, posłanka do Althingu, od 2017 do 2024 minister.

## Życiorys
Ukończyła szkołę Fjölbrautaskóli Vesturlands w rodzinnej miejscowości (2007). Studiowała następnie prawo na Háskólinn í Reykjavík, uzyskując licencjat (2010) i magisterium (2012). Była redaktorką studenckiego czasopisma wydawanego na tej uczelni, pracowała jako prawniczka oraz jako wykładowczyni na Uniwersytecie w Reykjaviku. Zaangażowała się w działalność polityczną w ramach Partii Niepodległości, była etatową działaczką tego ugrupowania jako sekretarz generalna frakcji poselskiej. W latach 2014–2016 pełniła funkcję asystentki ministra spraw wewnętrznych.
W 2016 po raz pierwszy została wybrana do Althingu. W wyborach parlamentarnych w 2017, 2021 i 2024 z powodzeniem ubiegała się o poselską reelekcję.
Od stycznia 2017 do listopada 2021 sprawowała urząd ministra turystyki, przemysłu i innowacji w pierwszym rządzie Katrín Jakobsdóttir. Od marca do września 2019 była jednocześnie ministrem sprawiedliwości. W listopadzie 2021 w drugim rządzie dotychczasowej premier przeszła na stanowisko ministra spraw zagranicznych i pomocy rozwojowej (od lutego 2022 wyłącznie minister spraw zagranicznych). W październiku 2023 w tym samym gabinecie objęła natomiast stanowisko ministra finansów i gospodarki. W kwietniu 2024 powróciła na urząd ministra spraw zagranicznych jako członkini nowego rządu Bjarniego Benediktssona; sprawowała go do grudnia tego samego roku.